# Marius Daniel Bogdan
Marius Daniel Bogdan (n. noiembrie 1971) este un deputat român în legislatura 2000-2004, ales în municipiul București pe listele partidului PD.

## Legături externe
- Marius Daniel Bogdan Arhivat în 25 februarie 2024, la Wayback Machine. la cdep.ro